# Terroranschlag in Magnanville
Bei dem Terroranschlag in Magnanville im französischen Département Yvelines wurden am 13. Juni 2016 zwei Polizeiangehörige ermordet und der Attentäter Larossi Abballa getötet.

## Tathergang
Abballa erstach am Abend des 13. Juni, nachdem er laut Augenzeugen auf Arabisch „Allah ist groß“ gerufen hatte, mit einem Messer den stellvertretenden Chef der Kriminalpolizei von Les Mureaux vor dessen Haus in Magnanville. Danach nahm Abballa dessen Ehefrau, eine Sekretärin im Polizeikommissariat von Mantes-la-Jolie, sowie den dreijährigen Sohn als Geiseln und verschanzte sich im Haus. Während der Geiselnahme bekannte sich Abballa zum Islamischen Staat (IS). Die RAID stürmte das Haus in der Nacht, erschoss Abballa und fand die Frau tot sowie den Sohn lebend vor. Abballa hatte der Frau die Kehle durchgeschnitten und Fotos sowie Videos seiner Tat über Facebook publiziert.

## Täter
Abballa war zur Tatzeit 25 Jahre alt. Am 14. Mai 2011 wurde er wegen des Verdachts festgenommen, einer Terrorzelle anzugehören. 2013 stand er vor Gericht, weil er geholfen haben soll, radikalisierte junge Franzosen zum Dschihad nach Pakistan zu schleusen. Abballa wurde deshalb im September 2013 zu drei Jahren Haft, davon sechs Monate auf Bewährung, verurteilt. Als Anstifter zu dem Anschlag gingen die Ermittlungsbehörden von Rachid Kassim aus.

## Reaktionen
Frankreichs Innenminister Bernard Cazeneuve bezeichnete das Attentat als „abstoßenden Terrorakt“. Die Regionalratsvorsitzende der Region Île-de-France, Valérie Pécresse, forderte den verschärften Notstand. „Die Franzosen müssen endlich vor der Terrorgefahr geschützt werden“, sagte sie.